# Миомир Вукобратовић
Миомир Вукобратовић (Ботош, 26. децембар 1931 — Београд, 11. март 2012) био је машински инжењер и пионир хуманоидне роботике. Био је редовни члан Српске академије наука и уметности од 1994. на Одељењу техничких наука. Један је од оснивача „београдске школе роботике“.

## Биографија
Професор Вукобратовић је рођен 26. децембра 1931. године, у селу Ботошу код Зрењанина. Дипломирао је 1957. на ваздухопловном смеру Машинског факултета у Београду. Докторат техничких наука стекао је 1964, такође на Машинском факултету, из области прорачуна чврстоће структура, а 1972. и на Централном институту за машинство Академије наука Совјетског Савеза.
Након завршетка Школе резервних официра, ваздухопловнотехничке службе ЈНА у Школском центру РВ и ПВО у Рајловцу код Сарајева, јануарa 1958. дошао је у Ваздухопловнотехнички институт. Ту је радио до јануара 1965. године, на прорачунима чврстоће и аероеластичности ваздухопловних структура, на пројектима југословенских војних авиона са турбо-млазним мотором Г-2 Галеб и Ј-21 Јастреб, након чега се демобилисао. Тада је прешао у Институт „Михајло Пупин“
где је радио до 1996. године, у звањима сарадника, руководиоца, вишег научног сарадника и научног саветника. У ИМП-у је од 1968. био шеф Одсека за биодинамику, директор Лабораторије за роботику и флексибилну аутоматику и коначно директор Центра за роботику. Био је професор на Катедри за производно машинство Машинског факултета у Београду од 1984. до 1996. Научни саветник у Институту техничких наука САНУ је од 1997.
Дописни члан Српске академије наука и уметности је постао 7. маја 1981, а редовни члан је од 27. октобра 1994. Тренутно је председник Одбора за машинство. Инострани члан Академије наука Совјетског Савеза (сада Руске академије наука) је постао 27. децембра 1988. (по подацима са сајта РАН-а 1. јануара 1988.), редовни члан Интернационалне академије за инжењерство је од 1994, од 1997. Академије за нуклеарне науке у Москви, а такође и других међународних и националних академија.
Од 1986. је почасни члан Пољског друштва за теоријску и примењену механику. Члан Института инжењера електротехнике и електронике (IEEE) је постао 1993, а Интернационалне комисије за инжењерство 1994. Председник је Инжењерске академије Југославије од 1999. године.

## Истраживачки рад
Научна активност професора Вукобратовића се може поделити, временски и тематски, у три области: проблеми ваздухопловне технике, синтеза сензорне анализе и динамичке контроле у великим динамичким системима и, по чему је најпознатији и чему је посветио највише времена, проблеми теоријске и примењене роботике. У трећој области пре свега је радио на проблемима динамике роботских система у задацима манипулације, као и моделовања динамике, стабилности и контроле кретања хуманоидних робота.

### Ваздухопловна техника
У Ваздухоловнотехничком институту, у периоду 1959—1963, развио је метод за прорачун критичне брзине флатера (аерорезонансе) авиона, на основу кога је извршио осцилаторну анализу и прорачун критичне брзине за први југословенски школски авион са турбо-млазним мотором, Г-2 Галеб.
Истраживања у овом периоду су обухватала и проучавање нелинеарности у аероеластичном понашању структура, а на тој теми је стекао и први докторат 1964, радом „Прилог проучавању нелинеарности у аероеластичности структуре авиона“ (енгл. Contribution to the study of nonlinear flutter).
На основу методе развијене у ВТИ-ју, заједно са Давором Јуричићем, 1963. објавио је студију „Метод за израчунавање осцилаторног понашања железничких возила током кретања“ (енгл. Method for Calculating Oscillatory Behavior of Railroad Vehicles during Motion), за потребе Међународне железничке уније. Ова студија је у то време, заједно са још једном, представљала најпотпунији резултат у области динамике железничких возила.
Непосредно по преласку у Институт „Михајло Пупин“, јануара 1965, наставио је рад на ваздухопловној техници те је био вођа тима за развој симулатора лета за авион галеб, што је тада био један од највећих пројеката Института.

### Аутоматика и роботика
У Институту „Михајло Пупин“ почео је да ради на проблемима аутоматике и роботике. У другом, релативно кратком, периоду рада постигао је значајне резултате у области сензорне анализе аутоматских контролних система. Истраживања у овој области је заокружио објављивањем монографије General Sensitivity Analysis у сарадњи са професором Рајком Томовићем (1971. на енглеском и 1972. на руском језику).
Истраживања у трећој области — хуманоидној роботици и проблемима динамике двоножних робота — у којој је и даље активан, почиње 1967. године. У јануару 1968, на Свесовјетском конгресу теоријске и примењене механике у Москви, уводи метод за контролу кретања и стабилности двоножних хуманоидних робота. У периоду 1970—1972, са Давором Јуричићем и осталим сарадницима, метод је разрађен и конкретизован, те добија назив „тачка нула момента“ (енгл. Zero-Moment Point; ZMP). Иако је метод био брзо прихваћен у научним круговима, на прву практичну реализацију се чекало 16 година, до 1984, када је у лабораторији Ичира Катоа на Универзитету Васеда примењен на роботу . По речима истакнутих јапанских роботичара, шире интересовање за роботику у тој земљи почиње након Вукобратовићеве серије предавања, седамдесетих година, на јапанским институтима и универзитетима.
У том периоду, 1972, на Централном институту за машинство АН Совјетског Савеза одбранио је свој други докторат на тему „Динамика, контрола, стабилност и реализација активних антропоморфних механизама“.
На основу теоријских резултата у моделовању хода двоножних робота, током 1971. и 1972. године, предводио је тим који је развио и реализовао први активни егзоскелет за параплегичаре. Развијен на ИМП-у, у сарадњи са Клиником за оптопедију и финансиран од стране америчке Националне фондације за науку (енгл. National Science Foundation; NSF), егзоскелет је био масе 12 килограма и омогућавао је успешан ход непокретним особама. Прва јавна демонстрација рада је извршена на симпозијуму у Дубровнику 1972. године. Егзоскелет је данас изложен у Политехничком музеју у Москви.
У периоду 1977—1978. Вукобратовић је био вођа тима који започео прву југословенску генерацију индустријских робота — . Први модел, UMS-1, облика људске руке, је био и први индустријски хуманоидни робот, а коришћен је у земунском Телеоптику у тестирању термостата за аутомобилске моторе.
Следећи помак у рехабилитационој роботици Вукобратовић је постигао 1980, када је његов тим конструисао активну ортотичку руку за дистрофичаре. У испитивању рада руке учествовала је Оливера Јандрић, тадашња председница Удружења дистрофичара Београда. Иако је од дванаесте године боловала од тешког облика дистрофије екстремитета, већ након неколико недеља вежби успевала је да помоћу ортозе обавља сложене манипулативне задатке попут шминкања.

## Награде и признања
Међу признањима која је професор Вукобратовић добио су:
- Седмојулска награда (1976. — за изузетна постигнућа у роботици)
- Октобарска награда Београда (1979. — са коаутором Д. Стокићем за монографију Динамичка контрола манипулатора)
- Награда АВНОЈ-а (1982. — за највиша достигнућа у роботици и кибернетици)
- Орден светог Саве првог реда (1994. и 1995. — за пионирски рад у рехабилитационој роботици)
- почасни докторат Техничког факултета у Темишвару (1995)
- почасни докторат Далекоисточног техничког универзитета у Владивостоку (1995)
- почасни докторат Универзитета у Москви (1996)
- Награда „Јозеф Енгелбергер“ (1996. — за пионирске резултате у роботици)
- Медаља „Никола Тесла“ првог реда (2002)
- 2002: Награда Браћа Карић